# 비유클리드 기하학
비유클리드 기하학(non-Euclidean geometry)은 직선 밖의 한 점에서 직선에 평행한 직선을 두 개 이상 그을 수 있는 공간을 대상으로 하는 기하학이다. 유클리드 기하학의 제5공리 "직선 밖의 한 점을 지나면서 그 직선에 평행한 직선은 단 하나 존재한다"가 성립하지 않는 공간을 다루는 기하학으로, 쌍곡기하학, 타원기하학, 택시기하학 등이 있다. 19세기에 제5공리를 부정해도 다른 공리와는 아무런 모순이 없음이 밝혀지면서 등장하였다. 연구한 수학자로는 니콜라이 로바쳅스키 · 보여이 야노시 · 베른하르트 리만이 유명하다.
비유클리드 기하학은 타원기하학(elliptic geometry)과 쌍곡기하학(hyperbolic geometry)의 총칭이기도 하다. 대표적인 학자로는 카를 프리드리히 가우스, 베른하르트 리만 등이 있다. 리만은 “구 위에서는 한 직선과 그 직선 위에 있지 않은 점이 주어졌을 때, 그 직선과 평행하고 그 점을 지나는 직선은 없다.”고 말했으며, 가우스는 반대로 “지구 위에서는 한 직선과 그 직선 위에 있지 않은 점이 주어졌을 때, 그 직선과 평행하고 그 점을 지나는 직선은 둘 이상이다.”고 말했다. 이는 각각 타원 기하학과 쌍곡 기하학의 기초가 되었다. 삼각형의 내각의 합이 180도인 유클리드 기하학과는 달리 비유클리드 기하학에서는 삼각형의 내각의 합이 180도가 아니라 이보다 크거나(타원 기하학) 작다(쌍곡 기하학).
비유클리드 기하학은 역사적으로는 공리론적으로 구성되지만 현대적인 견해로는 비유클리드 기하학을 리만 기하학의 특수한 예 또는 고전적인 모델로 간주한다. 그리고 현재까지 13개 이상의 기하학이 탄생되고 체계화되었다.

## 역사

### 유클리드 기하학

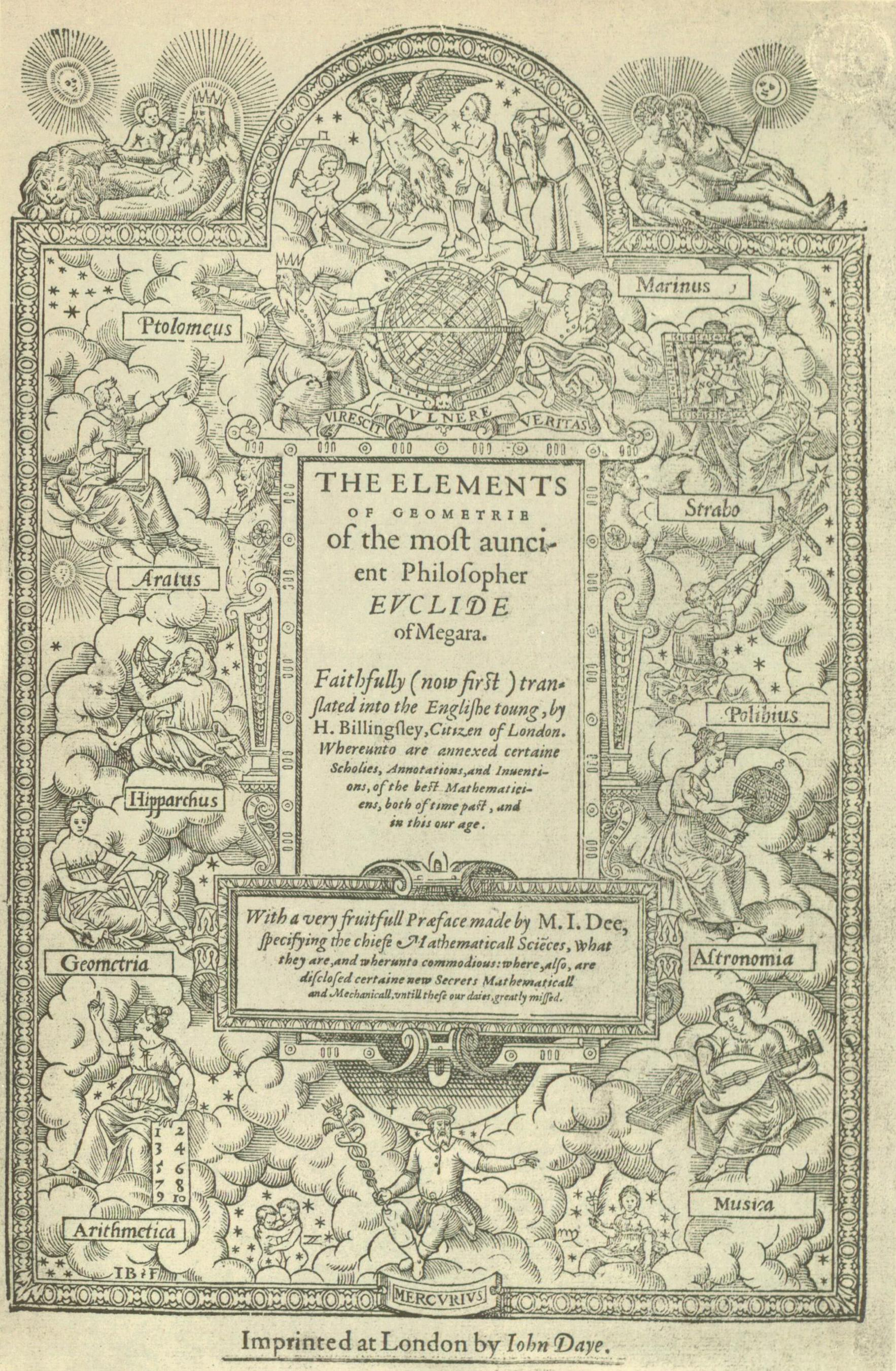
《유클리드 원론》의 첫 번째 영어판 표지

유클리드 기하학(-幾何學, Euclidean geometry)은 그리스의 수학자 유클리드(Euclid, BC330?~BC275?)에 의해 구축된 수학 체계로, 그의 《원론》은 기하학에 관한 최초의 체계적인 논의로 알려져 있다. 유클리드의 방법은 직관적으로 인지되는 공리를 참으로 간주함에 바탕을 두며, 그것들로부터 연역적으로 명제(정리)를 이끌어낸다. 이러한 공리론적 구성법에서는 직선 · 평면 등의 기본적인 개념이 무정의(無定意) 요소이다. 2천년 동안 유클리드의 공리는 어떤 정리도 유도해 낼 수 있을 만큼 직관적으로 매우 명백한 것으로 보였고, 절대적인 의미에서 참으로 간주되었다.

### 유클리드 공준
1. 임의의 점과 다른 한 점을 연결하는 직선은 단 하나뿐이다.
2. 임의의 선분은 양끝으로 얼마든지 연장할 수 있다.
3. 임의의 점을 중심으로 하고 임의의 길이를 반지름으로 하는 원을 그릴 수 있다.
4. 직각은 모두 서로 같다.
5. 두 직선이 한 직선과 만날 때, 같은 쪽에 있는 내각의 합이 직각(90˚)보다 작으면 이 두 직선을 연장할 때 2직각(180˚)보다 작은 내각을 이루는 쪽에서 반드시 만난다.

### 비유클리드 기하학의 탄생
유클리드의 다섯번째 공준인 평행선 공준은 다른 네 공준이 자와 컴퍼스를 이용해 경험적으로 이해될 수 있는 것과 달리 복잡하고 직관적이지 못하다. 따라서 몇몇 수학자들은 이 공준이 다른 명제들로부터 증명될 수 있을지도 모른다고 생각했다(연역법). 또한 다른 몇몇 수학자들은 이 공준의 부정을 가정하여 모순을 이끌어내려고 하였다(귀류법).

대표적으로 이탈리아의 수학자 사케리(Girolamo Saccheri, 1667~1733)는 다섯 번째 공리를 부정해 모순을 증명하려고 했다. 그 과정에서 사케리는 새로운 정리를 많이 얻었으나 새로운 사실을 알았음에도 불구하고 다섯 번째 공리의 모순을 얻지 못했다는 이유로 연구한 것을 모두 버렸다.
결국 19세기에 이탈리아의 수학자 벨트라미(Eugenio Beltrami, 1835~1899)에 의해 이 공준은 증명될 수 없음이 밝혀졌고, 또한 이것의 반대 상황을 가정해도 모순이 없다는 것이 밝혀졌다. 1829년 러시아의 니콜라이 이바노비치 로바쳅스키(Nikolai Ivanovich Lobachevskii, 1792~1856)는 평행선 공리를 도입하지 않은 새로운 기하학을 한 러시아 저널에 발표하였다.

독일의 가우스(1777~1855)는 제5공준 대신 평행선을 몇 개나 그을 수 있다는 공리에서 출발하여도, 모순이 없는 비유클리드 기하학(쌍곡기하학)이 만들어진다는 것을 보여주었다. 이 비유클리드 기하학 연구는 발표되지 않았고 1831년 가우스의 친구 보여이 퍼르커시의 아들인 헝가리의 보여이 야노시에 의해서 연구되어 그의 아버지의 논문에 발표되었다.
1854년 가우스의 제자인 베른하르트 리만(1826~1866)은 기하학의 기초에 관한 강연을 했다. 그는 곡률이라는 개념을 도입해 다섯 번째 공리가 성립하는 공간은 곡률이 0인 공간(유클리드 기하학)이고 평행선 공리 없이, 곡률이 1이면 구면처럼 평행선이 없는 공간(구면기하학 또는 타원기하학), 곡률이 -1이면 평행선이 무수히 많은 공간이 된다는 것을 이론으로 발표했다. 나아가 곡률이 정해진 수로 나타나지 않는 공간에 대한 이론도 세워 곡면 위의 기하학으로 일반화하였다.

## 비유클리드 기하학과 유클리드 기하학의 차이점
공리론적 구성법에서는 직선 · 평면 등의 기본적인 개념이 무정의(無定意) 요소인 데 비해 리만 기하학의 입장에서는 이것들이 구체적으로 정의된다. 예를 들면 직선은 두 점을 연결하는 가장 짧은 선, 즉 측지선(測地線)으로 정의된다.
|                       | 유클리드기하학                                                    | 쌍곡기하학                                                                    | 구면기하학                                                                                     |
| --------------------- | ----------------------------------------------------------------- | ----------------------------------------------------------------------------- | ---------------------------------------------------------------------------------------------- |
| 평행선                | 단 한개 존재한다.                                                 | 수없이 많이 존재한다.                                                         | 존재하지 않는다.                                                                               |
| 삼각형의 세 내각의 합 | ＊180° ＊삼각형의 넓이에 관계없이 세 내각의 크기의 합은 일정하다. | ＊180°보다 작다. ＊삼각형의 넓이가 넓어질수록 세 내각의 크기의 합은 작아진다. | ＊180°보다 크다. ＊삼각형의 넓이가 넓어질수록 세 내각의 크기의 합은 커진다.                    |
| 측지선                | 직선 ＊길이는 무한대이다. ＊두 점을 지나는 직선은 단 한 개이다.   | 곡선 ＊길이는 무한대이다. ＊두 점을 지나는 직선은 한개이다.                   | 대원 ＊길이가 유한이고, 일정하다. ＊두 점을 지나는 직선은 단 한개로 한정하지 않는다.(2개 이상) |

## 비유클리드 기하학의 분류

### 쌍곡 기하학

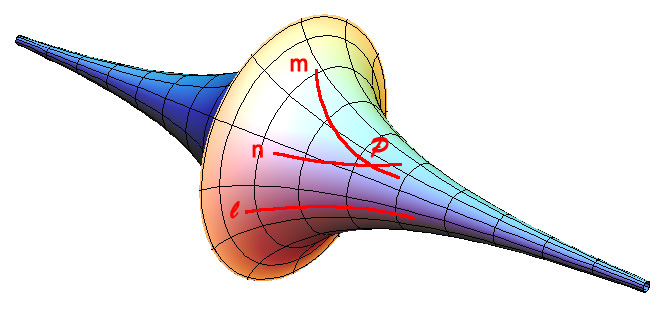
쌍곡기하학의 위구

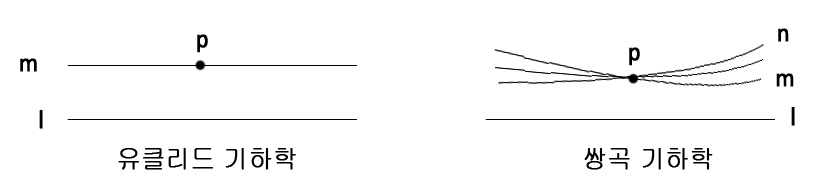
유클리드기하학과 쌍곡기하학의 비교

안장 꼴 모양(쌍곡 포물면)에 그린 삼각형과 두 발산하는 ultraparallel lines.

#### 쌍곡 기하학의 탄생
논리적으로 완벽하다고 믿어왔던 유클리드 기하학의 여러 공리 중에서 평행선 공준에 모순이 있다는 것을 발견하였다. 유클리드 기하학은 구부러지지 않은 평평한 면과 공간을 대상으로 하였기 때문에 이런 평면과 공간에서 평행선 공준은 아무런 문제점을 갖지 않지만, 관점을 달리하면 그렇지 않다. 즉, 구부러진 곡면과 공간에서는 다른 공리 · 공준들은 모두 성립하지만 평행선 공준은 성립하지 않는다. 따라서 새로운 기하학의 필요성이 제기되었고, 그 결과 유클리드의 다른 공리들은 모두 받아들여지면서 평행선 공준만을 바꾼 비유클리드 기하학이 만들어지게 되었다.

#### 쌍곡 기하학의 공간
그리고 공간을 곡률에 따라서 곡률이 0인 공간, 양수인 공간, 음수인 공간으로 구분함으로써 유클리드 기하학과 함께 비유클리드 기하학의 대상이 된 공간이 설명될 수 있었다. 이것으로 비유클리드 기하학은 더 이상 기괴한 것이 아니라 논리적으로 합당한 또 하나의 기하학으로 인정받았다.
쌍곡 기하학은 비유클리드 기하학의 시초라고 할 수 있다. 이 쌍곡 기하학은 가우스, 로바쳅스키, 볼리아이가 만든 기하학이다. 쌍곡 기하학은 바로 곡률이 음수로 일정한 공간에서 성립하는 기하학으로, 위구(또는 의구)와 같은 공간에서 성립한다.
이 공간은 양쪽 끝 쪽으로 갈수록 점점 작아져서 그 간격이 0에 가까워지고, 가운데로 갈수록 점점 커져 그 간격이 무한대로 커지는 공간으로, 안으로 휘어진 공간이다. 쉽게 말하면 나팔 두 개를 서로 맞대어 붙여 놓은 것과 비슷한 모양이다. 이 공간에서 직선 l과 l위에 있지 않은 점 P가 주어졌을 때 점 P를 지나면서 l과 평행한 직선은 몇 개일까?
평행선은 만나지 않는 선이므로 직선 l과 만나지 않는 직선을 그려보면 여러 개가 존재한다. 점 P를 지나면서 직선 l과 평행한 직선은 m과 n이 있다. 그리고 m과 n 사이에 있는 모든 직선도 직선 l과 만나지 않으므로 평행하게 되고, 결국 평행선은 무수히 많이 존재한다. 또한 이 공간에서 두 평행선 사이의 거리는 양쪽 끝 방향으로 가면 0에 점점 가까워지고(하지만 만나지는 않는다) 가운데 방향으로 가면 그 거리가 무한히 된다.

#### 쌍곡 기하학에서의 삼각형 내각
이 공간에서는 삼각형의 세 내각의 크기의 합은 180°라는 유클리드 기하학의 정리도 성립하지 않는다. 이 공간에서는 평행선 공준이 성립하지 않으므로 평행선상에서 동위각과 엇각의 크기가 같다는 성질이 성립하지 않기 때문이다. 삼각형의 세 내각의 크기의 합이 180°라는 것은 평행선상에서 동위각과 엇각의 크기가 같다는 성질을 이용해서 증명되는 것인데, 쌍곡면 위에서는 이러한 성질이 성립하지 않기 때문에 삼각형의 세 내각의 크기의 합이 180°가 아니다.
쌍곡면 위에서는 삼각형을 그려보면 공간 자체가 안으로 굽은 공간이기 때문에 삼각형 자체도 안으로 굽은 오목한 삼각형이 그려진다. 따라서 삼각형의 세 내각의 크기가 모두 작아지게 되어 그 합이 180°보다 더 작게 된다. 그리고 삼각형의 크기가 커질수록 삼각형의 변도 안으로 더 많이 휘어지므로 세 내각의 크기의 합이 점점 작아진다.

### 타원 기하학
비유클리드 기하학으로 분류되는 타원면 위에서 법칙을 설명하는 기하학이다. 타원 기하학 중 가장 간단한 구면 기하학은 리만 기하학이라고 불리기도 한다.
구면에서는 유클리드의 평행선 공리, 즉 한 직선이 있고 그 위에 있지 않은 어떤 점을 지나면서 그 직선에 평행한 직선은 오직 하나 있다는 것이 위배된다. 대신 타원기하학에서 평행선 공리는 한 직선이 있고 그 위에 있지 않은 어떤 점을 지나면서 그 직선과 만나지 않는 직선은 존재하지 않는다는 것이다. 타원 기하학의 모형으로는 좌표공간의 한 정점으로부터 같은 거리에 있는 점의 집합인 구를 생각할 수 있다. 이때 정점을 구 의 중심, 같은 거리를 구의 반지름의 길이라고 한다. 구에서 중심을 지나는 평면과 구의 교선을 직선으로 정의하면 평행공리의 불능이 성립함을 알 수 있다. 또한 타원기하학에서 구면에 그린 삼각형 내각의 합은 180도보다 크게 나타난다. 이러한 타원기하학은 도형을 도표에 의해 표현할 때마다 변형을 피할 수 없음을 의미한다. 하나의 관점, 즉 직선의 곧음성을 충실하게 표현하는 도표들은 다른 관점, 즉 길이나 각들을 변형시킬 것이다.

#### 타원 기하학의 성질
- 서로 다른 두 직선은 두 점에서 만난다
- 삼각형 내각의 합이 항상 180도 이상 540도 이하이다
- 같은 구면 위에 있는 삼각형의 면적비는 내각의 합에서 180도를 뺀 것의 비이다.
- 같은 구면 위에는 합동을 제외한 닮음은 존재하지 않는다.
- 곡률이 양인 공간에서 성립하는 기하학이다.

#### 타원 기하학의 용어정리
- 실수의 순서쌍으로 이루어진 집합을 좌표공간이라 하고 기호 R3 로 나타낸다.

{\displaystyle R^{3}=\{(x,y,z)|x,y,z\in R\}}
- 좌표공간 R3에서 원점으로부터 거리가 ρ점의 집합을 중심이 O(0, 0, 0)이고 반지름의 길이가 ρ인 구 또는 구면이라고 하고, 기호 S2(ρ)로 나타낸다.
- 그리고 좌표공간 R3에서 원점 O (0, 0, 0 )을 지나는 평면과 구 S2(ρ)의 교선을 대원이라고 한다. 구 S2(ρ) 위의 두 점을 잇는 선분 중에서 길이가 최소인 것은 대원에 의해 주어지는 호이다.

### 택시 기하학
헤르만 민코프스키가 19세기에 고안한 택시 기하학은 유클리드 좌표기하와 거의 유사하나 거리함수가 다르다. 예를 들어, 블록으로 이루어진 도로가 있는 경우 점과 점 사이를 구할 때, 유클리드 기하학은 점과 점 사이의 거리 공식을 이용하는 반면 택시기하학에서는 블록의 변을 센다.
유클리드 기하학에서 두 점 사이의 거리는 직각삼각형에 관한 피타고라스 정리를 이용하여 구할 수 있다. 즉, 그림과 같이 좌표평면 위의 두 점 A(a,b)와 B(c,d) 사이의 거리는
{\displaystyle d(A,B)={\sqrt {(c-a)^{2}+(d-b)^{2}}}}
택시 기하학에서는 바둑판 모양의 블록 도로망을 가진 도시의 A점에서 택시를 타고 B로 가는 경우를 생각하여 거리를 구한다. 두 점 사이에 건물이 있으므로 A에서 B로 곧바로 가지 못하고 C점을 거쳐서 건물을 돌아 B점에 가게 된다. 이와 같이 거리를 측정하는 것을 택시거리라고 한다.
{\displaystyle d_{r}(A,B)=|c-a|+|d-b|}
실생활에서 두 지점 사이의 거리는 택시거리로 측정하는 것이 더 현실적이며 택시 평면 위에서 유클리드 기하학의 내용이 적용되지 않기 때문에 택시기하학은 비유클리드 기하학에 분류된다.

#### 택시기하학의 성질
- 삼각형의 합동공리가 성립하지 않는다.
- 세 변의 길이가 같은 삼각형이라는 정삼각형의 정의를 택시평면에 적용하면 세 각의 크기가 각각 45도, 45도, 90도가 나온다. 즉 택시기하학에서는 정삼각형의 모양이 다르다
- 네 변의 길이가 같은 사각형인 마름모의 대표적 성질은 두 대각선이 서로 직교한다는 것인데, 택시기하학에서는 이를 만족하지 않는다.
- 한 정점에서 일정한 거리에 있는 점의 집합이라는 원의 정의를 택시평면에 적용하면 |x|+|y|=r을 만족시키는 점 (x,y)의 집합이 된다. 이 집합은 (유클리드 거리로 정의된) 원이 아닌 두 대각선의 길이가 같은 다이아몬드 모양의 정사각형을 만든다.

### 절대 기하학
절대 기하학은 보여이 야노시가 1832년에 고안한 비유클리드 기하학이다. 유클리드 기하학의 제5 공준인 평행선 공준을 만족하지 않으며 측지선을 바탕으로 한다. 절대 기하학은 중립 기하학이라는 별칭을 갖고 있다.

절대기하학 법칙은 비유클리드기하학인 쌍곡 기하학에서 만들어졌다. 절대기하학은 순서기하가 확정된 것이고 따라서 순서기하의 법칙이 절대기하학에서도 성립한다. 하지만 그 역은 성립하지 않는다. 절대기하학은 아핀기하학에 반대하기 위해 유클리드의 첫 번째 공리를 추측하였는데 그것은 유클리드의 세 번째, 네 번째 법칙을 추측하지는 않았다. 순서기하는 절대기하학과 아핀기하학의 공통된 기초이다.
절대기하학은 타원기하학과 반대된다. 이론적으로 평행한 선은 존재하지 않기 때문에 유클리드의 평행선은 곧바로 오류로 증명된다. 반면, 평행선이 인정하는 것은 절대기하학의 법칙이다.

절대기하학이 불충분하다고 생각될 수 있지만 꼭 그렇지만은 않다. 물론, 유클리드 공리에서는 처음 28개의 명제가 평행선을 사용하지 않았고 따라서 절대기하학에서는 타당하다. 절대기하학으로 외각법칙(삼각형의 외각이 remote angle보다 크다)과 삼각형의 합은 180°라는 사케리-르장드르 정리를 증명할 수 있다.

## 비유클리드 기하학의 중요성
비유클리드 기하학은 과학사에 중요한 패러다임의 전환이 되었다.
공간을 설명하는 데에 있어서 유클리드 기하학은 수학적 모델로서 2천년간 절대적인 권위를 갖고 있었기 때문에, 인간의 사고 역시 유클리드 공간 내에서만 사고하는 데에 그쳤다. 여기에 철학자 칸트(Kant, 1724-1804)는 산술과 유클리드 기하학은 선험적인 것이지, 분석적인 것은 아니라고 주장을 하였다. 경험에 의하지 않고서, 이성에서부터 발생되는 관념의 존재를 인정하여, 이것은 경험적인 관념보다 우월하며 보편타당적이고 또한 필연적이라고 하였다.
비유클리드 기하학과 공간의 성질에 대한 이해가 점진적으로 이루어지면서 유클리드 기하학의 관점은 크게 흔들리게 되었고, 논리와 산술에서 논쟁의 주제로 남게 되었다. 로바쳅스키는 자신의 신기하학(비유클리드 기하학)은 천문학 연구 및 미소(微小) 현상의 범위 연구에 주어진다고 생각하고, 통상의 유클리드 기하학은 지구상의 차원에 적용된다고 했다. 이 견해는 칸트의 인식론에서 얘기되는 공간의 아 프리오리설에 큰 타격을 가했다. 로바쳅스키에 의하면, 인식은 지각을 통해 획득되는 것이며, 의식에 선천적으로 부여된 무엇인가의 작용에 의한 것이 아니다.
새로운 기하학이 발표된 지 약 60년 뒤, 아인슈타인(Albert Einstein, 1879~1955)은 우주가 평평하지 않고 중력에 의해서 휘어 있음을 보였다. 그리고 일반상대성이론은 공간에 대한 기초 이론을 비유클리드 기하학에서 찾았다. 이처럼 유클리드의 다섯 번째 공리에 관한 의심에서 출발한 비유클리드 기하학은 미시공간과 극대 공간을 해석하는 이론으로 폭넓게 사용되고 있다.

“나는 기하학의 이러한 해석이 대단히 중요하다고 생각한다. 만일 내가 그 기하학을 몰랐다면 나는 결코 상대성 이론을 만들어 낼 수 없었을 것이다.” – 알베르트 아인슈타인

## 같이 보기
- 쌍곡공간
- 사영기하학
- 평행
- 구면기하학

## 참고자료
- 로바체프스키가 들려주는 비유클리드 기하학이야기, 성정화 지음, ㈜자음과모음
- 기하학 - 유클리드 기하학 비유클리드 기하학 - 윤갑진 지음 2009 교우사
- 비유클리드기하학 제2판 고석구 지음 2006 경문사